# Elezioni regionali in Puglia del 2015
Le elezioni regionali italiane del 2015 in Puglia si sono tenute il 31 maggio, contestualmente alle altre 6 regioni chiamate al voto: Liguria, Toscana, Umbria, Marche, Veneto e Campania. Esse hanno visto la vittoria dell'ex sindaco di Bari Michele Emiliano, sostenuto dal centro-sinistra.

## Legge elettorale
La legge elettorale è stabilita dalla Legge Regionale 7/2015. Il consiglio regionale è composto da 50 consiglieri, più il presidente; I primi 23 seggi vengono ripartiti a livello circoscrizionale e i restanti 27 a livello di collegio unico regionale. La legge prevede un unico turno, con voto di lista, la possibilità di esprimere una preferenza all'interno della lista prescelta, e voto per il candidato presidente, su un'unica scheda. È possibile votare per una lista e per un candidato presidente non collegati fra loro ("voto disgiunto").
È eletto Presidente della Regione il candidato che ottiene la maggioranza (anche solo relativa) dei voti. Alle liste collegate al presidente eletto viene eventualmente assegnato un premio di maggioranza nella seguente misura: almeno 29 seggi nel caso il presidente eletto abbia ottenuto una percentuale di preferenze superiore al 40%; almeno 28 seggi nel caso il presidente eletto abbia ottenuto una percentuale di preferenze compresa fra il 35% e il 40%, mentre se scende sotto il 35% verranno assegnati almeno 27 consiglieri. La legge prevede una soglia di sbarramento dell'8% per le coalizioni e le liste che si presentano da sole e del 4% per le liste che si presentano in coalizione.

## Candidati alla presidenza
I candidati alla presidenza, in ordine di comparizione sulla scheda elettorale, sono:
- Antonella Laricchia, sostenuta dal Movimento 5 Stelle;
- Adriana Poli Bortone, sostenuta da Forza Italia, Noi con Salvini, Puglia Nazionale e Partito Liberale Italiano;
- Michele Rizzi, sostenuto da Alternativa Comunista;
- Gregorio Mariggiò, sostenuto dai Verdi;
- Riccardo Rossi, sostenuto dalla lista civica di sinistra L'Altra Puglia;
- Francesco Schittulli, sostenuto da Fratelli d'Italia - Alleanza Nazionale, Oltre con Fitto e Movimento Politico Schittulli - Area Popolare;
- Michele Emiliano, esponente del PD, sostenuto da una coalizione di centrosinistra formata anche dalle liste Emiliano Sindaco di Puglia, Noi a Sinistra per la Puglia (che include esponenti di Sinistra Ecologia Libertà e La Puglia in Più), Popolari (comprendente anche candidati di Unione di Centro, Centro Democratico e Realtà Italia), La Puglia con Emiliano (con l'adesione di Scelta Civica), Partito Comunista d'Italia, Pensionati e Invalidi - Giovani Insieme e Popolari per l'Italia.

## Affluenza
Il corpo elettorale per le elezioni del 31 maggio 2015 risultava composto da 3.568.409 elettori. Alla chiusura dei seggi l'affluenza definitiva si è attestata al 51,16%, in calo rispetto al 2010 del 12,03%.
| Provincia             | Affluenza | Variazione |
| --------------------- | --------- | ---------- |
| Puglia                | 51,16%    | 12,03%     |
| Bari                  | 50,04%    | 13,35%     |
| Brindisi              | 55,61%    | 9,97%      |
| Foggia                | 48,84%    | 10,27%     |
| Lecce                 | 51,82%    | 13,60%     |
| Taranto               | 48,98%    | 12,70%     |
| Barletta-Andria-Trani | 55,82%    | 8,31%      |

## Risultati elettorali
|                                               | Michele Emiliano ✔️ Presidente | 793 831   | 47,12 | Partito Democratico              | 316 876   | 19,80 | 13 |  |  |
| Emiliano sindaco di Puglia                    | Michele Emiliano ✔️ Presidente | 793 831   | 47,12 | 155 840                          | 9,74      | 6     |    |  |  |
| Noi a Sinistra per la Puglia                  | Michele Emiliano ✔️ Presidente | 793 831   | 47,12 | 108 920                          | 6,81      | 4     |    |  |  |
| Popolari (UdC-CD-RI)                          | Michele Emiliano ✔️ Presidente | 793 831   | 47,12 | 99 021                           | 6,19      | 3     |    |  |  |
| La Puglia con Emiliano                        | Michele Emiliano ✔️ Presidente | 793 831   | 47,12 | 68 366                           | 4,27      | 3     |    |  |  |
| Partito Comunista d'Italia                    | Michele Emiliano ✔️ Presidente | 793 831   | 47,12 | 10 398                           | 0,65      | –     |    |  |  |
| Pensionati e Invalidi - Giovani Insieme       | Michele Emiliano ✔️ Presidente | 793 831   | 47,12 | 6 712                            | 0,42      | –     |    |  |  |
| Popolari per l'Italia                         | Michele Emiliano ✔️ Presidente | 793 831   | 47,12 | 6 575                            | 0,41      | –     |    |  |  |
|                                               | Antonella Laricchia            | 310 304   | 18,42 | Movimento 5 Stelle               | 275 114   | 17,19 | 8  |  |  |
|                                               | Francesco Schittulli           | 308 168   | 18,29 | Oltre con Fitto                  | 155 771   | 9,73  | 4  |  |  |
| Movimento Politico Schittulli - Area Popolare | Francesco Schittulli           | 308 168   | 18,29 | 101 817                          | 6,36      | 4     |    |  |  |
| Fratelli d'Italia - Alleanza Nazionale        | Francesco Schittulli           | 308 168   | 18,29 | 39 164                           | 2,45      | –     |    |  |  |
|                                               | Adriana Poli Bortone           | 242 641   | 14,40 | Forza Italia                     | 181 896   | 11,37 | 5  |  |  |
| Noi con Salvini                               | Adriana Poli Bortone           | 242 641   | 14,40 | 38 661                           | 2,42      | –     |    |  |  |
| Puglia Nazionale                              | Adriana Poli Bortone           | 242 641   | 14,40 | 9 186                            | 0,57      | –     |    |  |  |
| Partito Liberale Italiano                     | Adriana Poli Bortone           | 242 641   | 14,40 | 1 797                            | 0,11      | –     |    |  |  |
|                                               | Riccardo Rossi                 | 17 110    | 1,02  | L'Altra Puglia                   | 14 513    | 0,91  | –  |  |  |
|                                               | Gregorio Mariggiò              | 7 559     | 0,45  | Federazione dei Verdi            | 6 278     | 0,39  | –  |  |  |
|                                               | Michele Rizzi                  | 5 056     | 0,30  | Partito di Alternativa Comunista | 3 414     | 0,21  | –  |  |  |
| Totale                                        | Totale                         | 1 684 669 | 100   |                                  | 1 600 319 | 100   | 50 |  |  |
|                                               |                                |           |       |                                  |           |       |    |  |  |
| Schede bianche                                | Schede bianche                 | 57 139    | 3,13  |                                  |           |       |    |  |  |
| Schede nulle                                  | Schede nulle                   | 140 944   | 7,72  |                                  |           |       |    |  |  |
| Votanti                                       | Votanti                        | 1 825 613 | 51,16 |                                  |           |       |    |  |  |
| Elettori                                      | Elettori                       | 3 568 409 |       |                                  |           |       |    |  |  |
|                                               |                                |           |       |                                  |           |       |    |  |  |
| Fonte: Ministero dell'interno                 |                                |           |       |                                  |           |       |    |  |  |

1. ↑  Lista che include candidati di SEL e LPP.
2. ↑  Lista che include candidati di ID e SC.

## Consiglieri eletti
| Collegio              | Lista                 | Lista                        | Eletto                        | Preferenze |
| --------------------- | --------------------- | ---------------------------- | ----------------------------- | ---------- |
| Bari                  |                       | Partito Democratico          | Marco Lacarra                 | 14.396     |
| Bari                  | Mario Cosimo Loizzo   | Partito Democratico          | 12.273                        |            |
| Bari                  | Giovanni Giannini     | Partito Democratico          | 11.561                        |            |
| Bari                  |                       | Movimento 5 Stelle           | Antonella Laricchia           | 12.979     |
| Bari                  | Mario Conca           | Movimento 5 Stelle           | 4.136                         |            |
| Bari                  |                       | MPS-AP                       | Giovanni Francesco Stea       | 8.067      |
| Bari                  |                       | Oltre con Fitto              | Ignazio Zullo                 | 7.366      |
| Bari                  |                       | Forza Italia                 | Domenico Damascelli           | 3.835      |
| Bari                  |                       | La Puglia con Emiliano       | Alfonsino Pisicchio           | 8.447      |
| Bari                  |                       | Noi a Sinistra per la Puglia | Guglielmo Minervini           | 7.978      |
| Bari                  |                       | Popolari                     | Giuseppe Longo                | 9.622      |
| Bari                  |                       | Emiliano Sindaco di Puglia   | Antonio Nunziante             | 8.661      |
| Barletta-Andria-Trani |                       | Partito Democratico          | Filippo Caracciolo            | 11.400     |
| Barletta-Andria-Trani | Ruggiero Mennea       | Partito Democratico          | 6.976                         |            |
| Barletta-Andria-Trani |                       | Movimento 5 Stelle           | Grazia Di Bari                | 5.057      |
| Barletta-Andria-Trani |                       | Emiliano Sindaco di Puglia   | Sabino Zinni                  | 8.716      |
| Barletta-Andria-Trani |                       | Forza Italia                 | Nicola Marmo                  | 6.386      |
| Barletta-Andria-Trani |                       | Oltre con Fitto              | Francesco Ventola             | 8.130      |
| Barletta-Andria-Trani |                       | Noi a Sinistra per la Puglia | Domenico Santorsola           | 5.684      |
| Brindisi              |                       | Partito Democratico          | Giuseppe Romano               | 7.216      |
| Brindisi              | Fabiano Amati         | Partito Democratico          | 7.117                         |            |
| Brindisi              |                       | Forza Italia                 | Maurizio Nunzio Cesare Friolo | 4.310      |
| Brindisi              |                       | Emiliano Sindaco di Puglia   | Mauro Vizzino                 | 5.512      |
| Foggia                |                       | Partito Democratico          | Raffaele Piemontese           | 11.339     |
| Foggia                | Francesco Paolo Campo | Partito Democratico          | 9.363                         |            |
| Foggia                |                       | Emiliano Sindaco di Puglia   | Leonardo Di Gioia             | 9.280      |
| Foggia                |                       | Movimento 5 Stelle           | Rosa Barone                   | 5.079      |
| Foggia                |                       | Forza Italia                 | Giacomo Diego Gatta           | 9.067      |
| Foggia                |                       | MPS-AP                       | Giovanni De Leonardis         | 5.367      |
| Foggia                |                       | Popolari                     | Napoleone Cera                | 3.922      |
| Lecce                 |                       | Partito Democratico          | Sergio Blasi                  | 16.540     |
| Lecce                 | Ernesto Abaterusso    | Partito Democratico          | 15.188                        |            |
| Lecce                 |                       | Oltre con Fitto              | Saverio Congedo               | 9.559      |
| Lecce                 |                       | Movimento 5 Stelle           | Cristian Casili               | 6.062      |
| Lecce                 |                       | Forza Italia                 | Andrea Caroppo                | 5.834      |
| Lecce                 |                       | Noi a Sinistra per la Puglia | Sebastiano Giuseppe Leo       | 6.174      |
| Lecce                 |                       | Emiliano Sindaco di Puglia   | Mario Pendinelli              | 6.979      |
| Lecce                 |                       | Popolari                     | Salvatore Negro               | 5.756      |
| Lecce                 |                       | MPS-AP                       | Luigi Manca                   | 2.892      |
| Lecce                 |                       | La Puglia con Emiliano       | Paolo Pellegrino              | 2.908      |
| Taranto               |                       | Partito Democratico          | Donato Pentassuglia           | 12.817     |
| Taranto               | Michele Mazzarano     | Partito Democratico          | 7.778                         |            |
| Taranto               |                       | Movimento 5 Stelle           | Marco Galante                 | 3.775      |
| Taranto               |                       | Forza Italia                 | Francesca Franzoso            | 6.613      |
| Taranto               |                       | Oltre con Fitto              | Renato Perrini                | 6.717      |
| Taranto               |                       | Emiliano Sindaco di Puglia   | Giovanni Liviano-D'Arcangelo  | 3.524      |
| Taranto               |                       | Noi a Sinistra per la Puglia | Cosimo Borraccino             | 3.483      |
| Taranto               |                       | MPS-AP                       | Luigi Morgante                | 2.087      |
| Taranto               |                       | La Puglia con Emiliano       | Giuseppe Turco                | 1.946      |